# Bidessus wilmoti
Bidessus wilmoti är en skalbaggsart som beskrevs av Olof Biström 1985. Bidessus wilmoti ingår i släktet Bidessus och familjen dykare. Inga underarter finns listade i Catalogue of Life.